# Murat Özcan
Murat Özcan (* in Istanbul) ist ein türkischer Fußballschiedsrichter.

## Fußball
Özcan legte im Jahr 1999 seine Schiedsrichterprüfung in Istanbul ab. Sein erstes Spiel hatte er als Schiedsrichter-Assistent am 21. März 1999 in der PAF Lig.
Sein Debüt in der höchsten türkischen Fußballliga, der Süper Lig, gab er am 31. August 2014. Özcan leitete die Begegnung Sivasspor gegen Gaziantepspor.